# Панковець Олексій Юрійович
Олексій Юрійович Панковець (рос. Алексей Юрьевич Панковец, біл. Аляксей Юр'евіч Панкавец, 18 квітня 1981, Мінськ) — білоруський футболіст, захисник жодінського «Торпедо-БелАЗ».

## Кар'єра

### Клубна
Виступав за різні білоруські клуби, у 2003 став чемпіоном країни у складі «Гомеля».
З 2007 року протягом трьох років грав в Україні за клуб «Харків». Дебютував 4 березня 2007 року в матчі проти «Металіста» (0:0) і виступав за клуб до 2009 року, поки команда не вилетіла з Прем'єр-ліги.
У 2009 році повернувся до Білорусі, грав за «Мінськ» та брестське «Динамо».
У січні 2012 року підписав контракт з мінським «Динамо», але в мінському клубі не зумів стати гравцем основи.
У січні 2013 року перейшов в «Торпедо-БелАЗ». У жодінському клубі швидко закріпився на позиції лівого захисника. Сезон 2014 почав на лавці запасних. В середині сезону деякий час використовувався як лівий півзахисник, але потім повернувся на лівий фланг оборони.
В січні 2015 року продовжив контракт з жодинцами. У сезоні 2015 залишався основним лівим захисником команди, тільки кінець сезону був змушений пропустити через травму. У січні 2016 року знову продовжив угоду з «Торпедо-БелАЗ». 30 квітня 2016 року, зігравши проти «Крумкачів», провів свій 500-й матч на найвищому рівні, вступивши тим самим в Клуб Сергія Алейникова.

### Міжнародна
У 2006 році зіграв два матчі за національну збірну Білорусі.

## Досягнення
- Золотий призер чемпіонату Білорусі: 2003
- Бронзовий призер чемпіонату Білорусі: 2012
- Володар Кубка Білорусі: 2015-16